# Brahim Houssein Moussa
Brahim Houssein Moussa  (Dajla, Sahara español, 15 de abril de 1945 - Rabat, 29 de enero de 2021) fue un diplomático marroquí. Cónsul General de Marruecos en España y Embajador de Marruecos en Venezuela y República Dominicana.

## Biografía
Asistió al colegio Jaimes Balmes de Las Palmas de Gran Canaria. Fue el primer saharaui en doctorarse en Medicina por la Universidad Complutense de Madrid. En diciembre de 1974, el joven médico Brahim Moussa Hussein acompañó a una delegación saharaui en el Hajj a La Meca.
Posteriormente desempeñó cargos muy variados: director del servicio de salud en la región de Dajla-Río de Oro en el Sahara español (1974-1976); asistente en la oficina del Primer Ministro marroquí (1976-1977);  empleado en el Ministerio de Salud (1977-1979); director del sector de la salud en la provincia de Oued Dahab (1979-1980); director del servicio de salud de Tánger (1980-1985); Cónsul General de Marruecos en Canarias (1985-1992); embajador y representante extraordinario del Sultán de Marruecos en Mauritania (1992-1997); participó en diversas misiones diplomáticas del Ministerio de Relaciones Exteriores de Marruecos (1997-1999); embajador en Venezuela (noviembre de 1999-enero de 2009). El 15 de enero de 2009, Marruecos anunció el traslado de su embajada en Venezuela a República Dominicana, a causa del apoyo que el presidente venezolano Hugo Chávez  estaba dando al Frente Polisario. Brahim Moussa, jefe de la diplomacia marroquí en Venezuela se trasladó a República Dominicana (enero de 2000).
Brahim Moussa falleció en el hospital militar de Rabat, el 29 de enero de 2021, a causa del COVID-19, alos 76 años de edad.

## Premios y distinciones
- Comendador de la Orden de África (1974), otorgada por el Gobierno español.
- Ouissam de la Marcha Verde.
- Ouissam de Villa Cisneros
- Comendador de la República Islámica de Mauritania
- Orden del Mérito de Duarte, Sánchez y Mella.